# Артемьев, Артём Сергеевич
Артём Сергеевич Арте́мьев (род. 9 июня 1986) — российский самбист и дзюдоист, чемпион России по дзюдо, призёр чемпионата России по самбо, мастер спорта России международного класса по самбо.

## Биография
С 2002 года начал заниматься тренерской деятельностью. В 2008 году окончил факультет спортивных единоборств и прикладных видов физкультурно-спортивной деятельности РГУФКСиТ, специализация — самбо и дзюдо. Оставил большой спорт в 2010 году. В том же году создал и возглавил Школу борьбы Артёма Артемьева в г. Видное. 11 ноября 2018 года состоялось открытие филиала школы в г. Белгород. Генеральный директор Автономной некоммерческой организации Центр Развития спортивный единоборств «Здоровье нации» .

## Семья
Жена Аллегрова, Лала Владимировна — концертный директор, режиссёр эстрадных и массовых зрелищ, окончила Российскую академию театрального искусства режиссёрский факультет (ГИТИС), дочь Ирины Аллегровой. В официальном браке с 2012 года.

## Спортивные результаты
- Чемпионат России по дзюдо среди молодёжи 2006 года — ;
- Чемпионат России по дзюдо среди молодёжи 2007 года — ;
- Чемпионат России по дзюдо 2007 года — ;
- Чемпионат России по самбо 2007 года — ;
- Чемпионат России по дзюдо среди молодёжи 2008 года — ;